# Kenilworth Club
Il Kenilworth Club, situato al numero 10 di Kenilworth Avenue, a Kenilworth, nella Contea di Cook, Illinois, è un edificio progettato nel 1907 dall'architetto George Washington Maher, uno dei principali esponenti della Prairie School .

## Storia e Architettura
Progettato come club sociale per la comunità locale, il Kenilworth Club è considerato un esempio maturo della "teoria del ritmo dei motivi decorativi" di Maher, che prevedeva l'uso di elementi decorativi ricorrenti per creare un'armonia estetica . L'edificio presenta uno stile tipicamente Prairie, caratterizzato da linee orizzontali, colori terrosi e una struttura che sembra abbracciare il terreno. Un elemento distintivo è l'uso di vetri artistici, progettati per integrarsi con il paesaggio naturale circostante e realizzati a Chicago .
Il Kenilworth Club è stato ampliato nel 1913-1914, sempre su progetto di Maher, con l'aggiunta di un pergolato costruito attorno a un olmo preesistente, enfatizzando la connessione tra architettura e natura .

## Importanza e Riconoscimenti
L'edificio è stato riconosciuto come uno dei capolavori di Maher e un importante esempio di architettura Prairie School . Nonostante Maher non abbia raggiunto la fama di Frank Lloyd Wright, il suo contributo è considerato significativo, tanto che Kenilworth è stata definita "la Oak Park di George W. Maher".
Il Kenilworth Club è incluso nel Registro Nazionale dei Luoghi Storici degli Stati Uniti ed è stato oggetto di un'importante opera di restauro nei primi anni 2000, che ha incluso l'applicazione di colori storici e il ripristino delle sue caratteristiche originali .

## Utilizzo e Conservazione
Attualmente noto come Kenilworth Assembly Hall, l'edificio continua a servire la comunità come spazio per eventi civici e privati. Le entrate derivano da affitti, eventi e iscrizioni al club, che contribuiscono a coprire i costi operativi e le elevate imposte fondiarie .
Il restauro e la manutenzione dell'edificio dipendono anche dall'apprezzamento della sua bellezza architettonica e del suo valore storico. Eventi come le conferenze di storici locali, tra cui quella di Bill Hinchliff, mirano a sensibilizzare la comunità sull'importanza del Kenilworth Club e di altre opere di Maher presenti in città .

## Opere Correlate di Maher a Kenilworth
Oltre al Kenilworth Club, Maher ha contribuito al progetto urbano di Kenilworth con la creazione di fontane, ponti e altri elementi decorativi . Tra questi spicca una grande fontana progettata all'estremità occidentale di Kenilworth Avenue, che fungeva da elemento di accoglienza tra la stazione ferroviaria e l'Assembly Hall .
Delle circa 40 costruzioni di Maher originariamente presenti a Kenilworth, ne rimangono 38, rendendo questa cittadina un'importante testimonianza dell'opera dell'architetto .